# Thomas Smillie
Thomas William Smillie (15. dubna 1843 Edinburgh – 7. března 1917 Washington, D.C.) byl skotsko-americký fotograf a archivář. Sloužil jako první oficiální fotograf Smithsonova institutu a také jako první oficiální kurátor sbírky fotografií v této společnosti.

## Životopis
Smillie se narodil v Edinburghu ve Skotsku, ale v pěti letech se s rodinou přestěhoval do Spojených států. Nakonec navštěvoval Georgetownskou univerzitu jako student medicíny a chemie.

## Kariéra
Ve věku 27 let začala Smillie pro Smithsonian jako fotografka s použitím různých fotografických technik k dokumentaci každodenního provozu Smithsonian, jejích výstav a lidí. V roce 1890 byla Louisa Bernie Gallaherová převedena do jeho fotografického oddělení poté, co si Smillie všiml jejích fotografických dovedností. Gallaherová se stala jeho hlavní asistentkou.
Smillie získal zkušenosti v terénu jako expediční fotograf pro Americkou rybářskou komisi a fotografoval zatmění Slunce 28. května 1900. Navíc, po vytvoření formální sekce fotografie v Smithsonian v roce 1896, Smillie byl jmenován kustodem, který měl na starosti rostoucí fotografickou sbírku; zastával obě funkce až do své smrti v roce 1917.
Jedním ze Smillieho zájmů bylo zachování historie fotografie. Po převzetí kurátorských funkcí rozhodl, že „bude i nadále vyvíjeno úsilí, zejména v souvislosti s budoucími expozicemi amatérské fotografie, zajistit taková díla, která jsou nezbytná k tomu, aby se sbírka v Národním muzeu stala referenční a evidenční sbírkou,“ která bude nejen předmětem zájmu a potěšení veřejnosti, ale bude mít praktickou hodnotu i pro samotné fotografy.“ Jeho počáteční nákupy pro sekci fotografie zahrnovaly fotoaparáty a vybavení, které vlastnil Samuel Morse.
V roce 1913 byl Smillie kurátorem vůbec první fotografické Smithsonianské výstavy.
Mimo jiné se od něho naučila fotografovat Frances Benjamin Johnstonová.

## Galerie

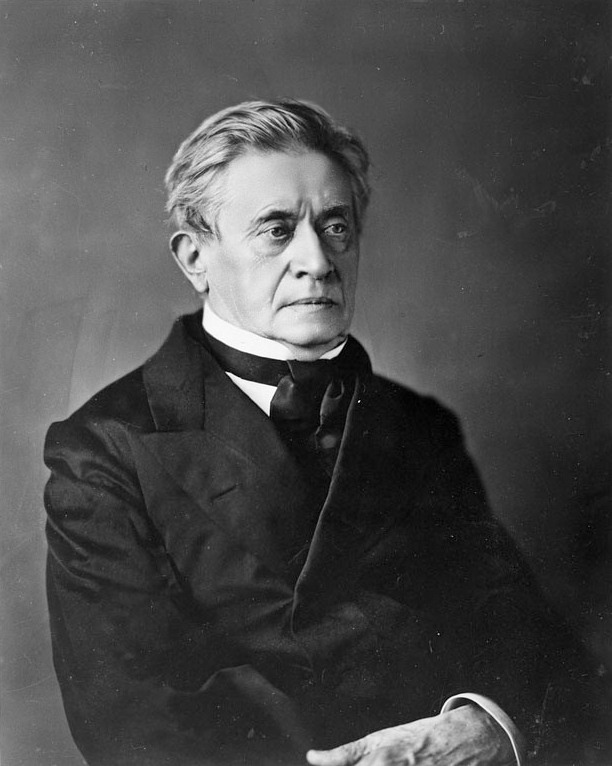
Joseph Henry, 1874
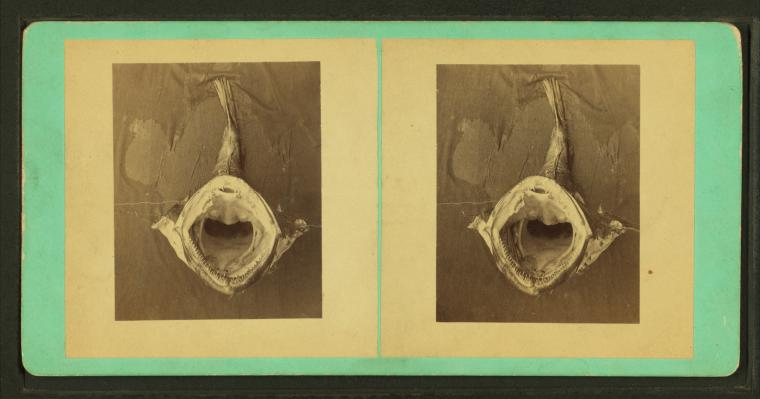
Goose or Monk fish showing its gaping mouth, 1843-1917
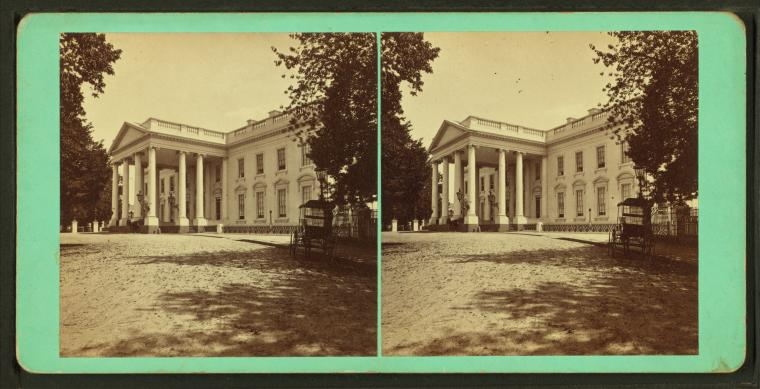
Main entrance of President's House, 1843-1917
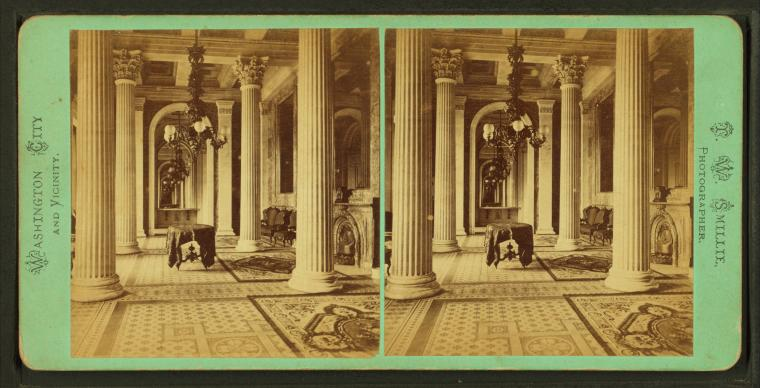
Marble Room, U.S. Capitol, 1843-1917

## Muzejní sbírka předmětů Thomase Smillieho
Thomas Smillie byl první fotograf Smithsonova institutu a kurátor fotografie, svou kariéru v instituci zahájil v 70. letech 19. století. V roce 1913 uspořádal výstavu o historii fotografie v budově Smithsonian's Arts and Industries Building, která předváděla mnohé z pozoruhodných pokroků dosažených v této oblasti, o kterých se obával, že již byly zapomenuty nebo přehlíženy. Smillieho povinnosti a úspěchy ve Smithsonianu byly rozsáhlé: dokumentoval důležité události a výzkumné cesty, fotografoval instalace a vzorky muzea, vytvářel reprodukce pro použití jako tiskařské ilustrace, prováděl chemické experimenty pro Smithsonianské vědecké výzkumníky a později působil jako vedoucí a kurátor fotografické laboratoře. Jeho dokumentace každé Smithsonovské výstavy a instalace vyústila v neformální záznam veškerého umění a artefaktů instituce. V roce 1913 Smillie uspořádal výstavu o historii fotografie, aby předvedl pozoruhodné pokroky, kterých bylo v oboru dosaženo, a obával se, že již byly zapomenuty.

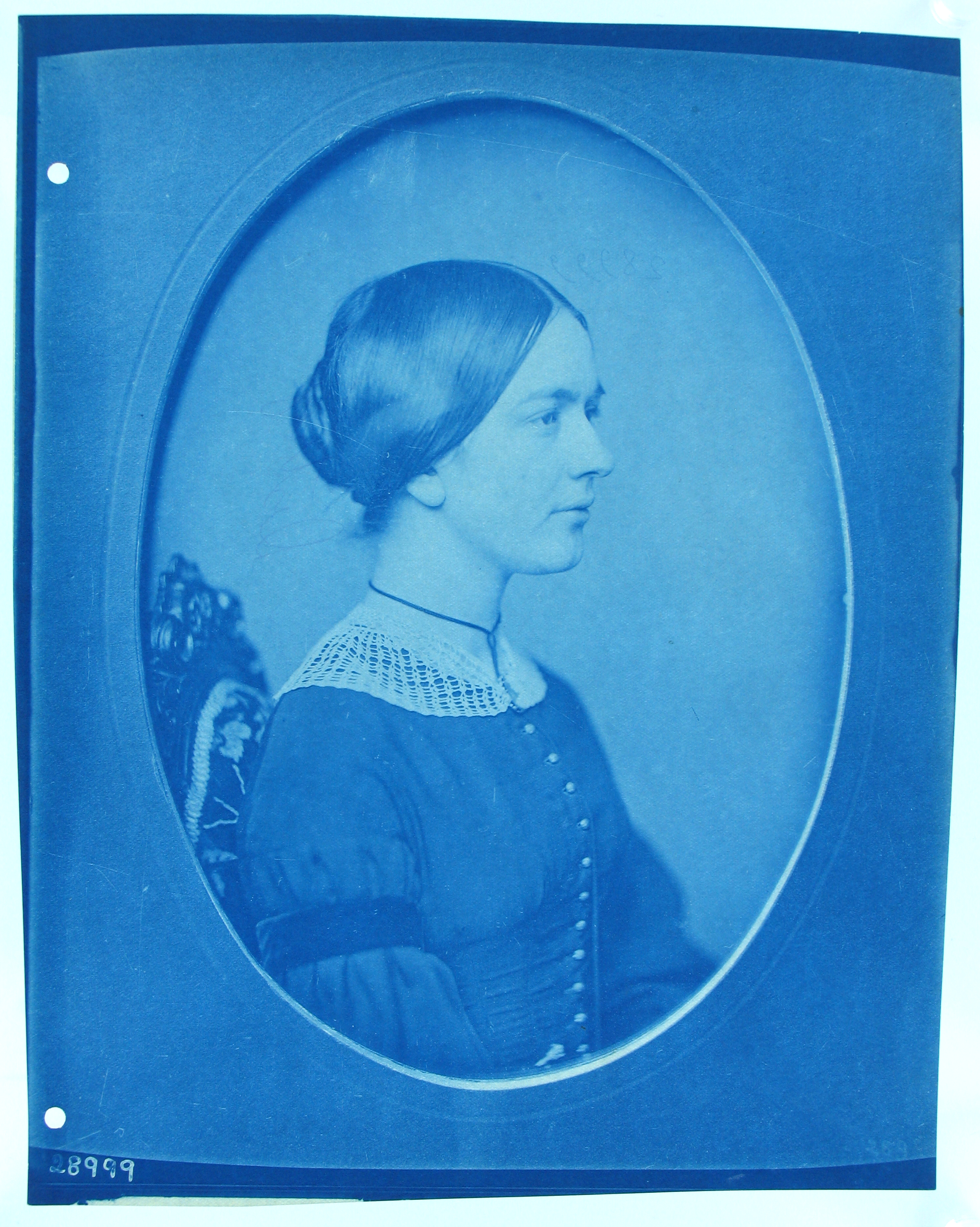
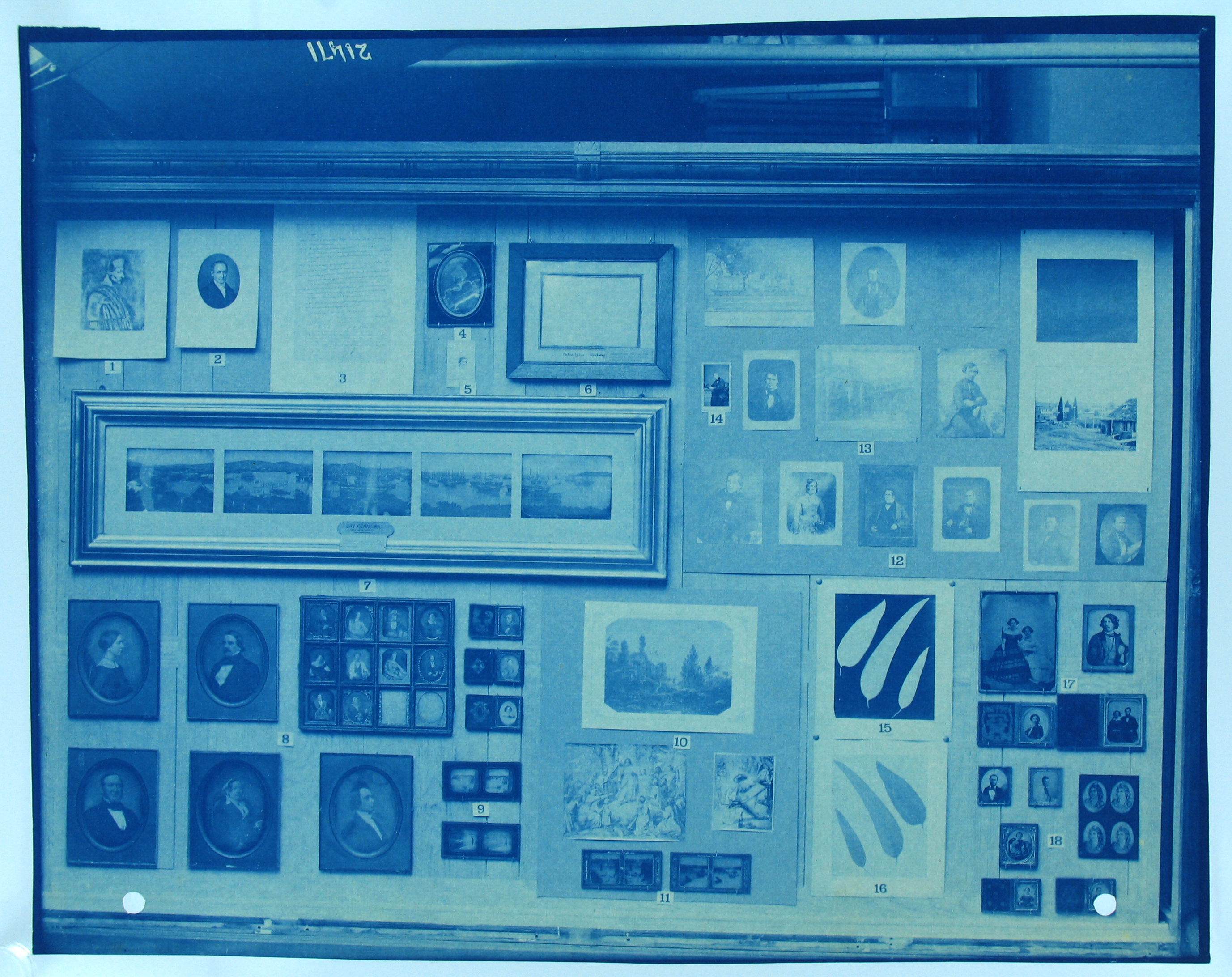
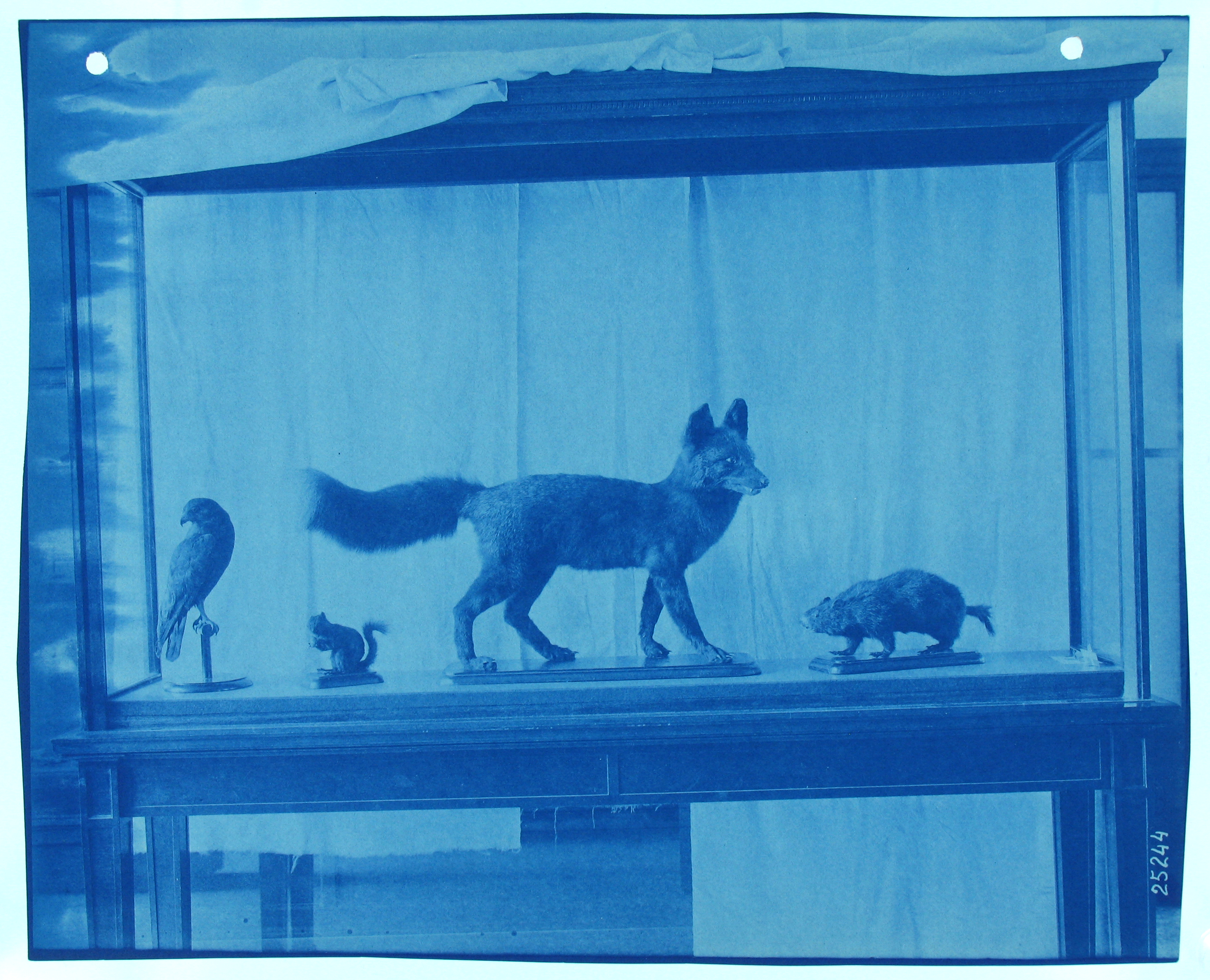
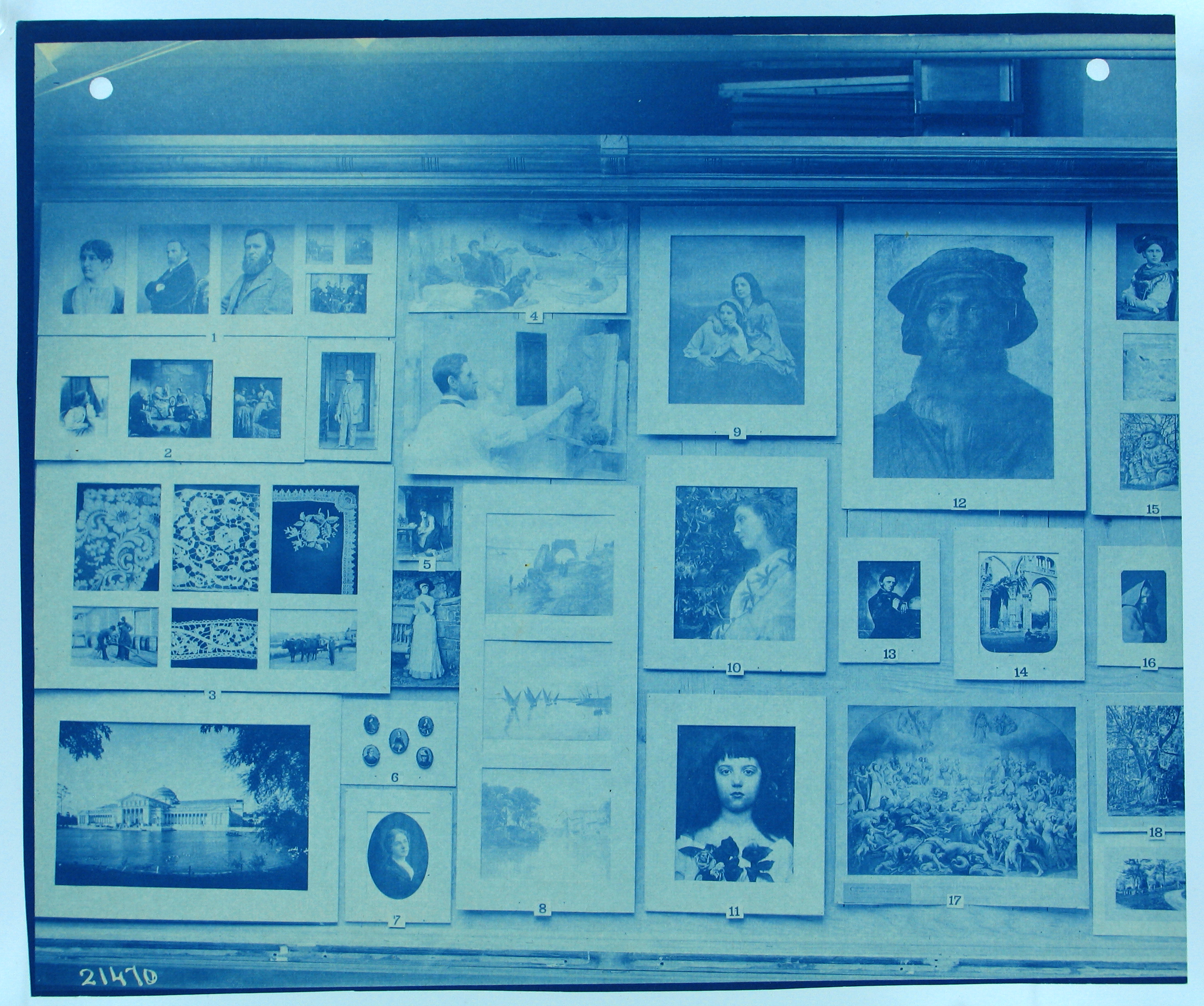
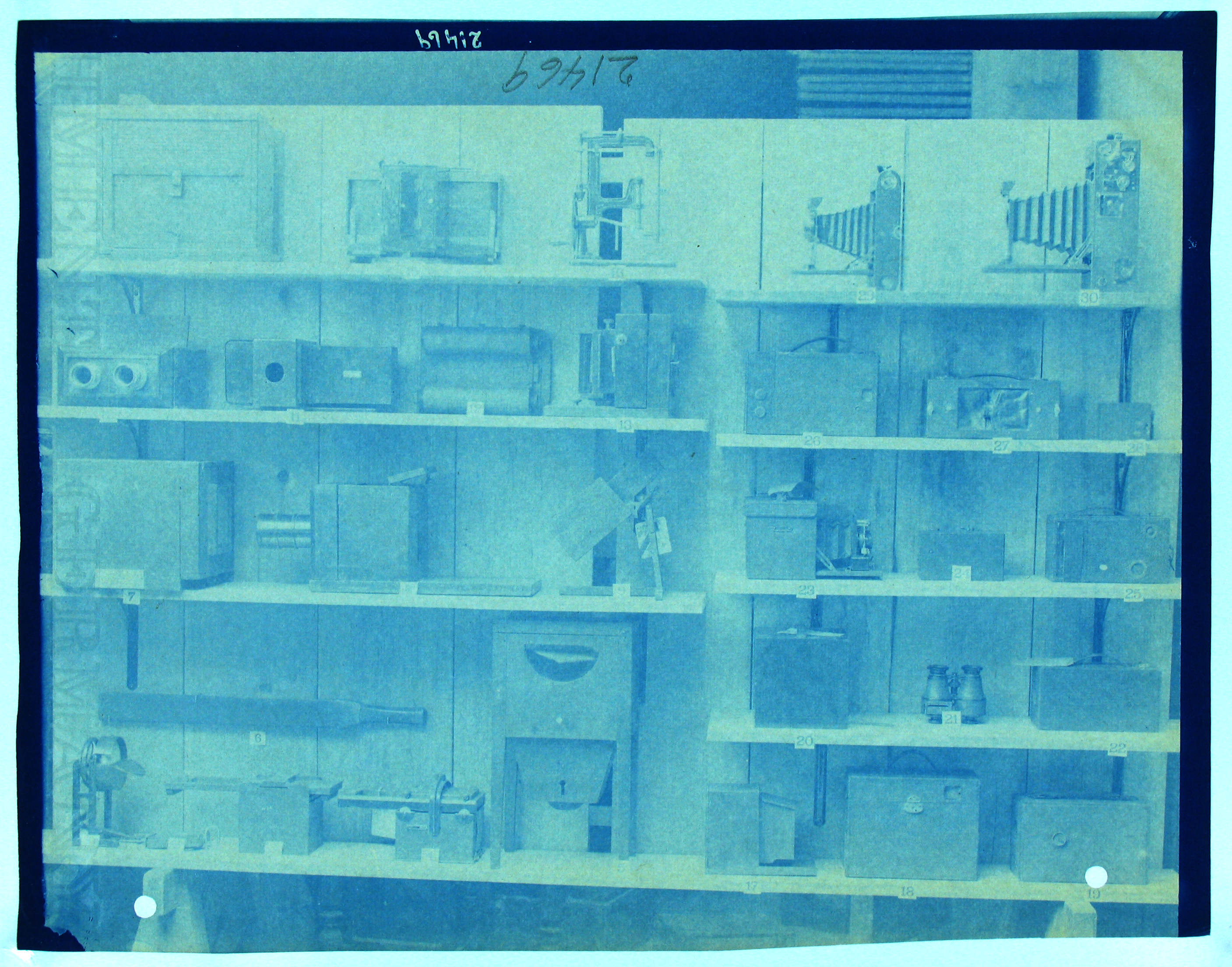
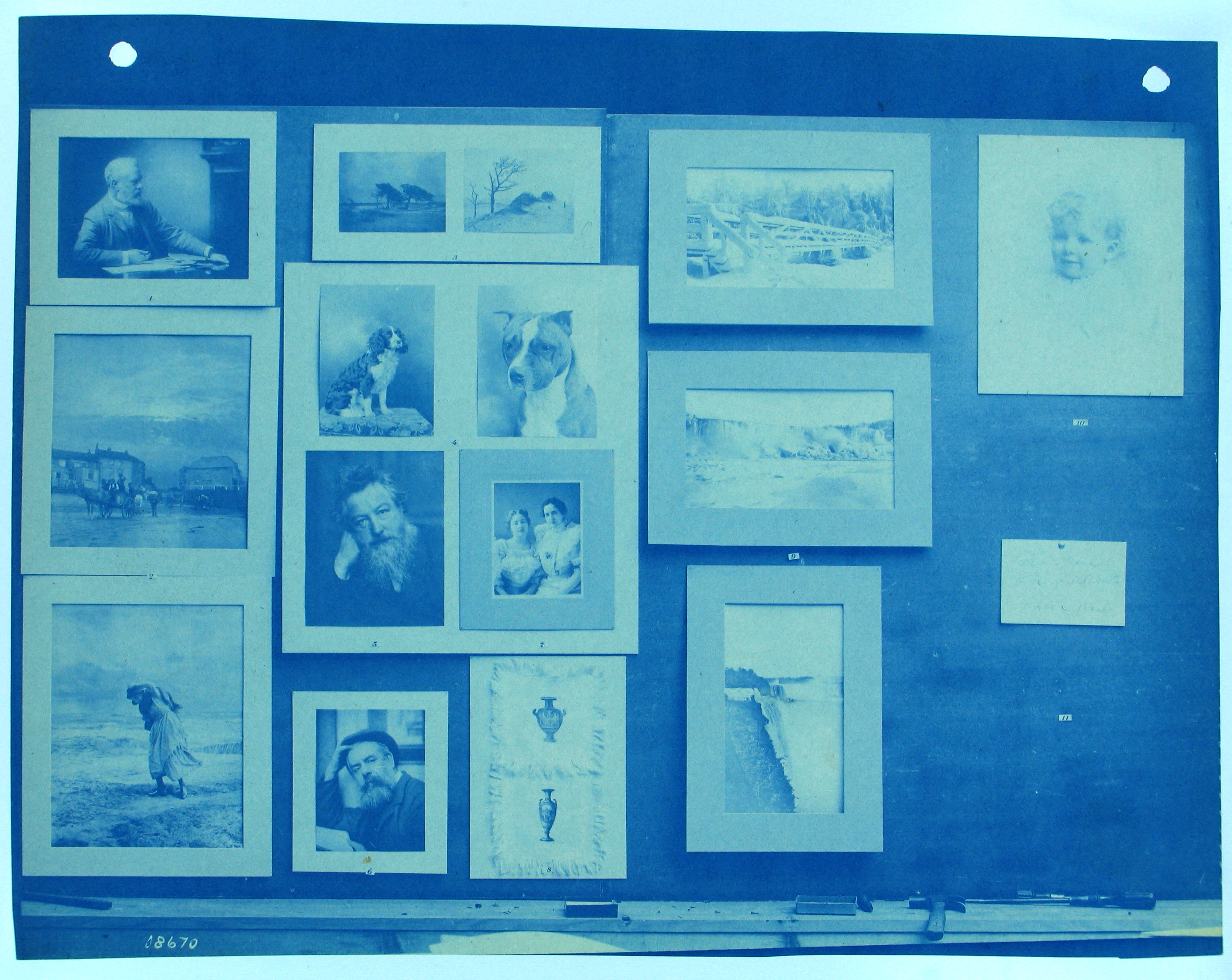
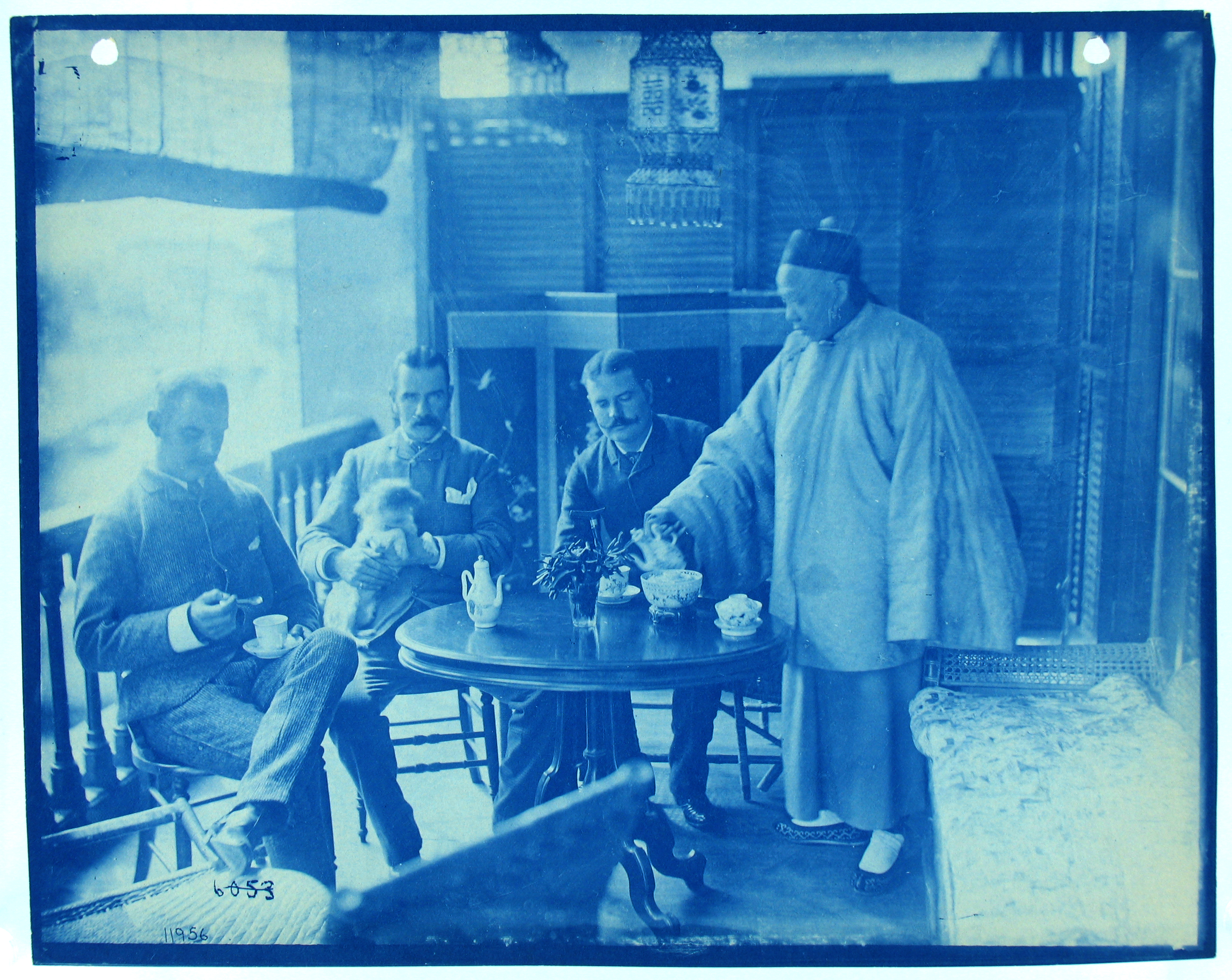
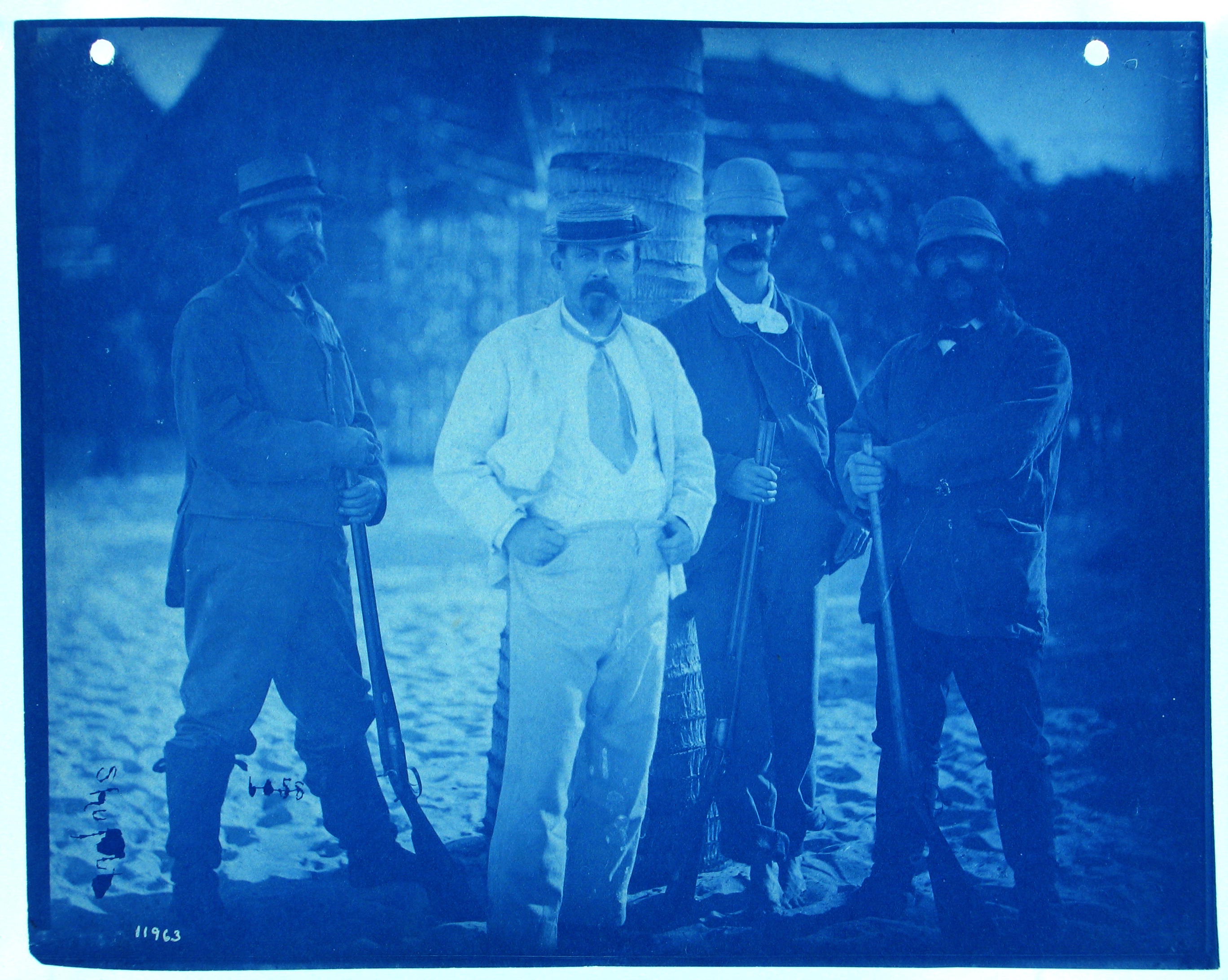